# Rudolf Hrušínský
Rudolf Hrušínský, w Czechach starší dla odróżnienia od trzech innych aktorów (ur. 17 października 1920 w miejscowości Nová Včelnice w Czechosłowacji jako Rudolf Böhm, zm. 13 kwietnia 1994 w Pradze) – czeski aktor, odtwórca roli wojaka Józefa Szwejka w filmach Karela Steklego Dobry wojak Szwejk (Dobrý voják Švejk 1956) i Melduję posłusznie, że znowu tu jestem! (Poslušně hlásím, 1957).

## Życiorys
Jego synowie – Rudolf (ur. 5 października 1946 w Pradze) i Jan (ur. 9 czerwca 1955 w Pradze) są także aktorami.

## Filmografia

### Filmy kinowe

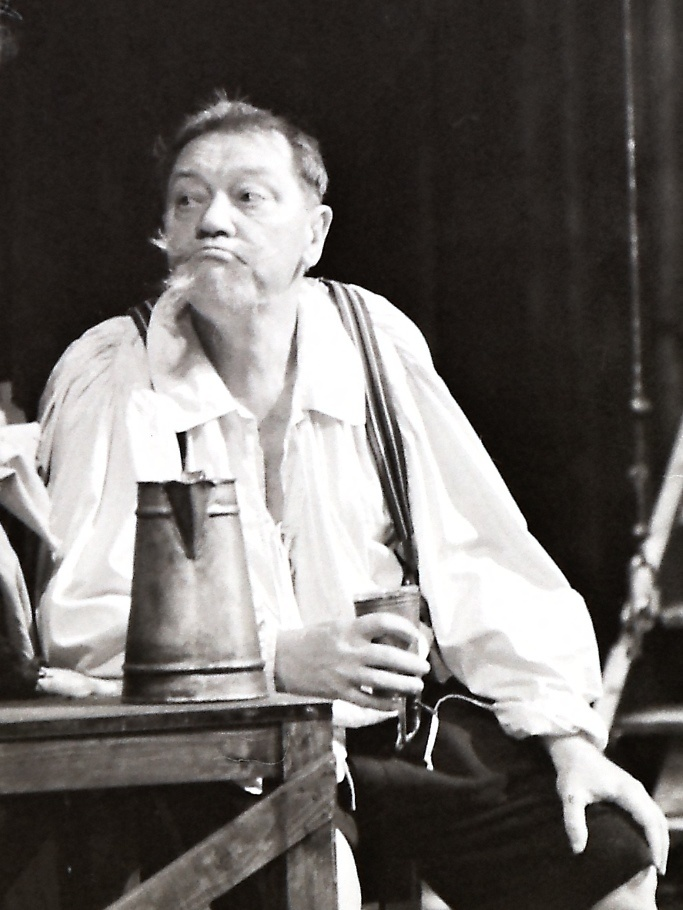
Rudolf Hrušínský (1988)

- 1991: Szkoła podstawowa (Obecná škola) jako dyrektor szkoły
- 1991: Opera żebracza (Žebrácká opera) jako Lockit
- 1986: Śmierć pięknych saren (Smrt krásných srnců) jako Prošek
- 1985: Wsi moja sielska, anielska (Vesničko má středisková) jako dr Skružný
- 1984: Rozpuszczony i wypuszczony (Rozpuštěný a vypuštěný) jako ojciec Hlaváček
- 1983: Święto przebiśniegu (Slavnosti sněženek) jako Franc
- 1983: Trzech weteranów (Tři veteráni) jako Pankrác
- 1981: Uwaga, okrąg! (Pozor, vizita!) jako Prepsl
- 1981: Tajemnica zamku w Karpatach (Tajemství hradu v Karpatech) jako wynalazca Orfánik
- 1980: Postrzyżyny (Postřižiny) jako dr Gruntorád
- 1979: Miłość między kroplami deszczu (Lásky mezi kapkami deště) jako lekarz
- 1979: Złote węgorze (Zlatí úhoři) jako Prosek
- 1978: Piorun kulisty (Kulový blesk) jako dr Radosta
- 1977: Adela jeszcze nie jadła kolacji (Adéla ještě nevečeřela) jako komisarz Ledvina
- 1969: Skowronki na uwięzi (Skřivánci na niti; premiera: 1990) jako konfident
- 1968: Palacz zwłok (Spalovač mrtvol) jako Kopfrkingl
- 1967: Kapryśne lato (Rozmarné léto) jako Důra
- 1962: Haszek i jego Szwejk (Большая дорога) jako Szwejk
- 1960: Ukryte skarby (Konec cesty) jako Zvoníček
- 1958: Melduję posłusznie, że znowu tu jestem! (Poslušně hlásím) jako Józef Szwejk
- 1957: Osamotniony (Škola otců) jako pijak Mlčoch
- 1957: Dobry wojak Szwejk (Dobrý voják Švejk) jako Józef Szwejk
- 1956: Góra tajemnic (Větrná hora) jako ślusarz Alois Pohanka
- 1955: Dom na przedmieściu (Na konci města) jako Emil Kalčík, kierowca ciężarówki
- 1941: Turbina (Turbína) jako Bonďa
- 1939: Humoreska (Humoreska) jako Josef Hupka (20 lat)
- 1939: Droga do głębi duszy studenckiej (Cesta do hlubin študákovy duše) jako Jan Vaněk

### Seriale TV
- 1992: Ośmiornica 6 (La Piovra 6 – L’ ultimo segreto) jako Stefan Litvak/bankier Kiriu
- 1968: Małżeństwa z rozsądku (Sňatky z rozumu) jako cesarz Franz Josef I